# Karin Maria Bruzelius

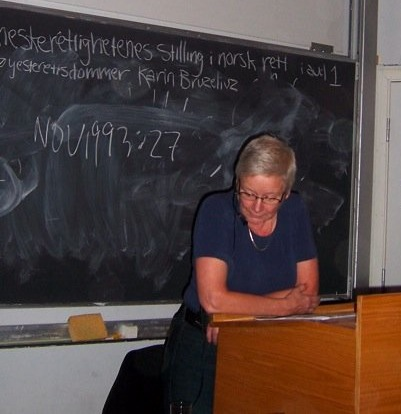
Karin Maria Bruzelius (2009)

Karin Maria Bruzelius (* 19. Februar 1941 in Lund, Schweden) ist eine norwegische Juristin. Sie war Richterin am Obersten Gerichtshof von Norwegen (1997–2011), Generalsekretärin des Ministeriums für Transport und Kommunikation (1989–1997) und Vorsitzende des Petroleumrats Norwegens (1987–2004). Seit 2018 ist sie Präsidentin der Norsk Kvinnesaksforening; zuvor hatte sie von 1978 bis 1984 das Amt inne. Als Generalsekretärin des Ministeriums für Transport und Kommunikation war sie die erste Frau, die die Position einer Generalsekretärin eines Ministeriums in Norwegen innehatte, und sie war damals ranghöchste Beamtin in Norwegen. Sie war von 2004 bis 2010 Mitglied des Ständigen Schiedshofs in Den Haag.